# هيلموت ليمان
هيلموت ليمان (بالإنجليزية: Helmut Lehmann)‏ هو لاعب اتحاد الرغبي جنوب أفريقي، ولد في 28 سبتمبر 1990 في بارل ‏ في جنوب أفريقيا.